# US Open 2018 (tennis)
De 138e editie van het US Open werd gespeeld van 27 augustus tot en met 9 september 2018. Voor de vrouwen was dit de 132e editie van het Amerikaanse hardcourttoernooi. Het toernooi vond plaats in het USTA Billie Jean King National Tennis Center in de Amerikaanse stad New York.

## Toernooisamenvatting
De Serviër Novak Đoković won voor de derde keer bij de mannen.
De Japanse Naomi Osaka versloeg in de finale bij de vrouwen de Amerikaanse Serena Williams met 6-2 6-4.
Het mannendubbelspel werd gewonnen door thuisspelers Mike Bryan en Jack Sock. Bryan verbeterde met zijn achttiende het record van meeste mannendubbelgrandslamtitels, hij deelde het reccord met de Australiër John Newcombe. Bryan evenaarde met zijn zesde US Open mannendubbeltitel het record van zijn landgenoten Richard Sears en Holcombe Ward.
In het vrouwendubbel won de Australische/Amerikaans koppel Ashleigh Barty en Coco Vandeweghe hun eerste damesdubbelgrandslamtitel.
De Brit Jamie Murray prolongeerde aan de zijde van de Amerikaanse Bethanie Mattek-Sands zijn titel in het gemengd dubbelspel.
Het toernooi van 2018 trok een recordaantal van 828.798 toeschouwers. Het twee weken durende hoofdtoernooi trok 732.663 toeschouwers. Daarnaast trok de fanweek (waaronder het kwalificatietoernooi) voorafgaand aan het hoofdtoernooi 96.135 toeschouwers.

## Toernooikalender
| US Open            | augustus 2018 | augustus 2018 | augustus 2018 | augustus 2018 | augustus 2018 | augustus 2018 | september 2018 | september 2018 | september 2018 | september 2018 | september 2018 | september 2018 | september 2018 | september 2018 | september 2018 | september 2018 |
| US Open            | maa 27        | din 28        | woe 29        | don 30        | vrĳ 31        | vrĳ 31        | zat 1          | zon 2          | maa 3          | din 4          | woe 5          | don 6          | vrĳ 7          | zat 8          | zon 9          |                |
| ------------------ | ------------- | ------------- | ------------- | ------------- | ------------- | ------------- | -------------- | -------------- | -------------- | -------------- | -------------- | -------------- | -------------- | -------------- | -------------- | -------------- |
| mannenenkelspel    | 1e ronde      | 1e ronde      | 2e ronde      | 2e ronde      | 3e ronde      | 3e ronde      | 3e ronde       | 4e ronde       | 4e ronde       | kwartfinale    | kwartfinale    |                | halve finale   |                | finale         |                |
| vrouwenenkelspel   | 1e ronde      | 1e ronde      | 2e ronde      | 2e ronde      | 3e ronde      | 3e ronde      | 3e ronde       | 4e ronde       | 4e ronde       | kwartfinale    | kwartfinale    | halve finale   |                | finale         |                |                |
| mannendubbelspel   |               |               | 1e ronde      | 1e ronde      | 2e ronde      | 2e ronde      | 2e ronde       | 3e ronde       | 3e ronde       | kwartfinale    | kwartfinale    | halve finale   | finale         |                |                |                |
| vrouwendubbelspel  |               |               | 1e ronde      | 1e ronde      | 2e ronde      | 2e ronde      | 2e ronde       | 3e ronde       | 3e ronde       | kwartfinale    | kwartfinale    | halve finale   |                |                | finale         |                |
| gemengd dubbelspel |               |               |               | 1e ronde      | 1e ronde      | 1e ronde      | 2e ronde       | 2e ronde       | kwartfinale    | kwartfinale    | halve finale   |                |                | finale         |                |                |

## Belangrijkste uitslagen
Mannenenkelspel

Finale: Novak Đoković versloeg Juan Martín del Potro: 6-3, 7-6, 6-3
Vrouwenenkelspel

Finale: Naomi Osaka (Japan) won van Serena Williams (Verenigde Staten) 6-2, 6-4
Mannendubbelspel

Finale: Mike Bryan (Verenigde Staten) en Jack Sock (Verenigde Staten) wonnen van Łukasz Kubot (Polen) en Marcelo Melo (Brazilië) met 6-3, 6-1
Vrouwendubbelspel

Finale: Ashleigh Barty en Coco Vandeweghe wonnen van Timea Babos en Kristina Mladenovic: 3-6, 7-6, 7-6
Gemengd dubbelspel

Finale: Bethanie Mattek-Sands (Verenigde Staten) en Jamie Murray (Verenigd Koninkrijk) versloegen Alicja Rosolska (Polen) en Nikola Mektić (Kroatië) met 2-6, 6-3, [11-9]
Jongensenkelspel

Finale: Thiago Seyboth Wild (Brazilië) won van Lorenzo Musetti (Italië) met 6-1, 2-6, 6-2
Jongensdubbelspel

Finale: Adrian Andreev (Bulgarije) en Anton Matusevich (VK) wonnen van Emilio Nava (VS) en Axel Nefve (VS) met 6-4, 2-6, [10-8]
Meisjesenkelspel

Finale: Wang Xiyu (China) won van Clara Burel (Frankrijk) met 7-6, 6-2
Meisjesdubbelspel

Finale: Cori Gauff (VS) en Caty McNally (VS) wonnen van Hailey Baptiste (VS) en Dalayna Hewitt (VS) met 6-3, 6-2
Rolstoelmannenenkelspel

Finale: Alfie Hewett won van Shingo Kunieda: 6-3, 7-5 
Rolstoelmannendubbelspel

Finale: Alfie Hewett (Verenigd Koninkrijk) en Gordon Reid (Verenigd Koninkrijk) wonnen van Stéphane Houdet (Frankrijk) en Nicolas Peifer (Frankrijk) met 5-7, 6-3, [11-9]
Rolstoelvrouwenenkelspel

Finale: Diede de Groot (Nederland) won van Yui Kamiji (Japan) met 6-2, 6-3
Rolstoelvrouwendubbelspel

Finale: Diede de Groot (Nederland) en Yui Kamiji (Japan) wonnen van Marjolein Buis (Nederland) en Aniek van Koot (Nederland) met 6-3, 6-4
Quad-enkelspel

Finale: Dylan Alcott (Australië) won van David Wagner (VS) met 7-5, 6-2
Quad-dubbelspel

Finale: David Wagner (VS) en Andy Lapthorne (VK) wonnen van Dylan Alcott (Australië) en Bryan Barten (VS) met 3-6, 6-0, [10-4]

## Uitzendrechten
De US Open was in Nederland en België exclusief te zien op Eurosport. Eurosport zond de US Open uit via de lineaire sportkanalen Eurosport 1 en Eurosport 2 en via de online streamingdienst, de Eurosport Player.